# Opel Astra J
Pour les articles homonymes, voir Opel Astra.
L'Opel Astra J, quatrième du nom, est un modèle du constructeur automobile Opel qui est sortie en novembre 2009, pour remplacer l'Opel Astra H. Elle reprend le style de l'Opel Insignia. Elle fut officiellement présentée au salon de l'automobile de Francfort, en septembre 2009. Puis est arrivé en octobre 2010, le break Sports Tourer, suivi en 2011 de la version 3 portes coupé GTC et du Zafira.
Elle est vendue en Chine sous le nom de Buick Excelle XT, qui remplace l'Excelle HRV, une Daewoo Lacetti rebadgée.
Cette version présente des innovations qui augmentent le confort et la sécurité tel que la suspension arrière qui est un essieu de torsion à parallélogramme de Watt, le châssis mécatronique (en option) qui est un châssis à suspensions adaptatives Flex-Ride proposant 3 modes de conduite (Sport, Normal ou Tour) avec réglages individualisés et qui modifie en temps réel la souplesse de l'amortissement, la direction et l'accélération.

## Finitions
Cette voiture est disponible en quatre niveaux de finition classés ci-dessous selon le niveau d'équipement :
- Essentia (entrée de gamme)
- Enjoy
- Sport (équivalent à la finition Cosmo mais avec un design plus sportif)
- Cosmo (haut de gamme)
- OPC (version sport en version GTC uniquement)

D'autres options sont également disponibles comme la caméra Opel-eye (reconnaissance des panneaux de signalisation) ou le châssis Flex-Ride (suspension à amortissement piloté, avec trois modes de conduite).
En 2011, la gamme Opel Astra se voit compléter d’une inédite version Connect Pack. Basée sur la version haut de gamme Cosmo, elle comprend :
- GPS couleur avec cartographie Europe
- Prise auxiliaire
- Prise USB
- Connectivité bluetooth

En 2012, la gamme s'enrichit encore d'une version Cosmo Pack comprenant, en plus des options de la finition Cosmo :
- un GPS 600 SD cartographie France avec prise USB, prise Aux-in, affichage couleur 7"
- Aide au stationnement AV et AR
- Rétroviseurs extérieurs rabattables électriquement
- Jantes en alliage 17" à 5 branches
- Vitres et lunette arrière surteintées de série

Toujours en 2012, deux versions apparaissent au catalogue : l'Astra GTC et l'Astra OPC.
L'Astra GTC est un coupé trois portes respectant globalement le design de l'Astra classique.
La version OPC (pour Opel Performance Center) est une version survitaminée de l'Astra. En effet, un 2L à injection directe de 280 ch en fait l'Astra la plus puissante jamais produite.
De plus, la gamme Astra (à l'exception des GTC & OPC) a eu droit à un léger restylage intervenant principalement sur la calandre (se rapprochant ainsi des GTC & OPC) et sur le spoiler avant au niveau des clignotants.
La version OPC n'existe qu'en GTC (coupé), elle est présentée par Opel comme une rivale de la Mégane 3 RS.
Elle a bénéficié de 10 000 km de développement sur le mythique circuit du Nürburgring par l'Opel Performance Center.
Elle est motorisée par un bloc 2.0 turbo à injection directe en alu (A20NFT) dérivé du 2.0T déjà présent sur l'Insignia.
Elle est équipée d'un échappement inox 76 mm double sortie bénéficiant de la fameuse "dérogation Ferrari" sur les nuisances sonores pour les voitures capables de passer de 50 à 61 km/h en moins de 15 mètres en 3e (75dB au lieu de 74).
Elle abat sur 0 à 100 km/h en 6,0 s et atteint une vitesse maximale de 250 km/h (bride électronique).
Présentée à sa sortie sur le marché français avec les équipements de série suivants :
- Sièges baquets Recaro cuir / Alcantara
- Suspension Flex-Ride avec 3 modes : OPC (le plus radical, inclut un temps de réponse de l'accélérateur optimisé, une direction plus directe et une suspension encore raffermie), Sport (n'influe que sur la suspension et la direction) et Normal
- Différentiel mécanique à glissement limité
- Phares bi-xénon avec AFL (adaptatifs et directionnels)
- Spoilers AV et AR spécifiques
- Jantes 19"
- Navi 600 SD France, avec USB MP3 et Bluetooth
- Aide au stationnement AR (radar)
- Stop and Start
- Phares à leds de jour
- Climatisation auto bi-zones
- Allumage des phares et essuie-glaces automatique
- Étriers Brembo sur disques percés et ventilés AV/AR

## Motorisations
Essence :
- 1.4 Twinport 100 ch, CO2 : 129 g/km
- 1.4 Turbo 140 ch (en boîte de vitesses manuelle ou automatique), CO2 : 138 g/km[4] (BVM) et 154 g/km[5] (BVA)
- 1.6 Turbo 180 ch, CO2 : 159-160 g/km
- 2.0 turbo 280ch, CO2: 189 g/km

Diesel :
- 1.3 CDTI 95 ch ecoFLEX, (origine Fiat) CO2 : 109 g/km
- 1.3 CDTI 95 ch ecoFLEX Start&Stop DPF (origine Fiat) CO2 : 104 g/km
- 1.7 CDTI 110 ch, CO2 : 119 g/km
- 1.7 CDTI 130 ch, CO2 : 114[6] g/km
- 2.0 CDTI 160 ch BVM, en remplacement du 1.9 également d'origine Fiat: CO2 : 126-127 g/km (selon taille des jantes)
- 2.0 CDTI 160 ch BVA, (origine Fiat) CO2 : 154-155 g/km

## GTC (2011-2015)
L'Opel Astra J GTC est un coupé produit par Opel depuis l'été 2011. Il s'agit de la seconde génération de ce modèle trois portes dérivé de l'Astra après une première qui était basée sur l'Astra H.
En s'affranchissant nettement de l'Astra classique, elle profite d'un positionnement plus sportif et parvient à se faire une place dans ce segment en perte de vitesse chez les compactes. Elle accueille quatre blocs essence turbo, dont le tout dernier 1.6 de 200 ch pas vraiment convaincant. Aux côtés du déjà connu, 2.0 CDTi de 165 ch, elle reçoit le tout nouveau et très réussi 1.6 CDTi de 110 et 136 ch.
Après la sortie de l'Astra K qui n'existe qu'en cinq portes et break, l'Astra GTC devient tout simplement GTC et poursuit sa carrière.

## Galerie

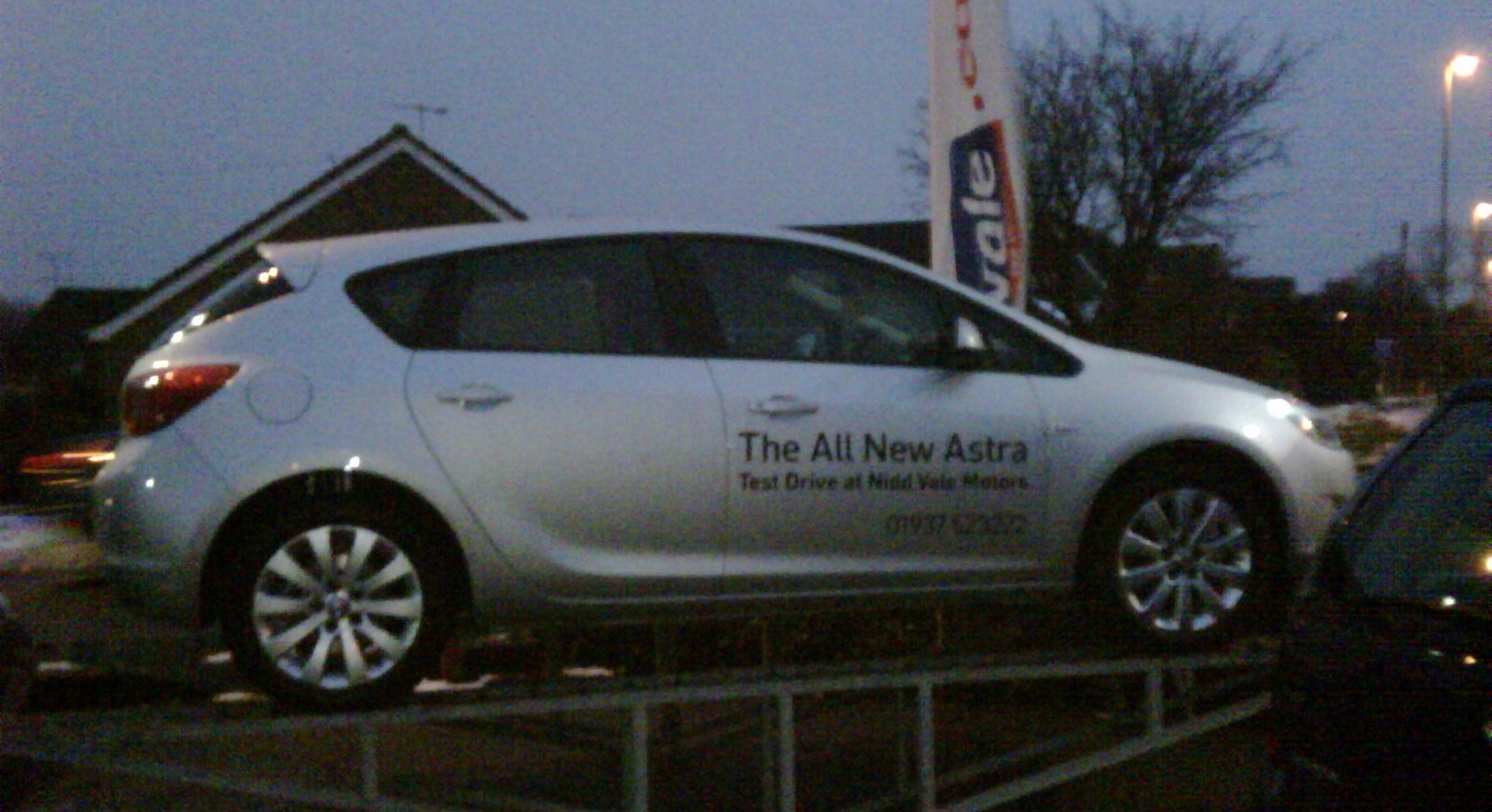
Vauxhall Astra VI.
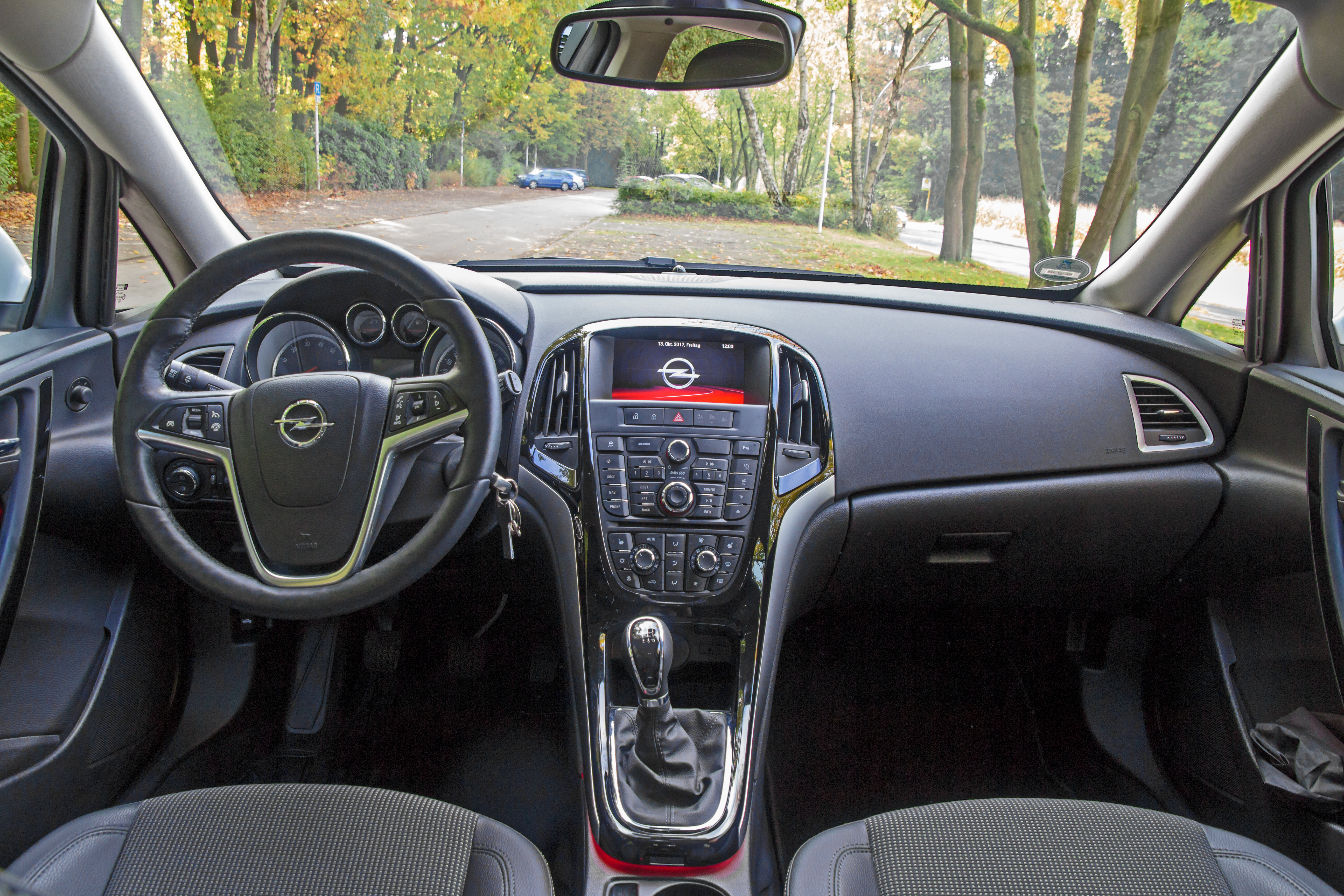
La planche de bord de l'Opel Astra J.
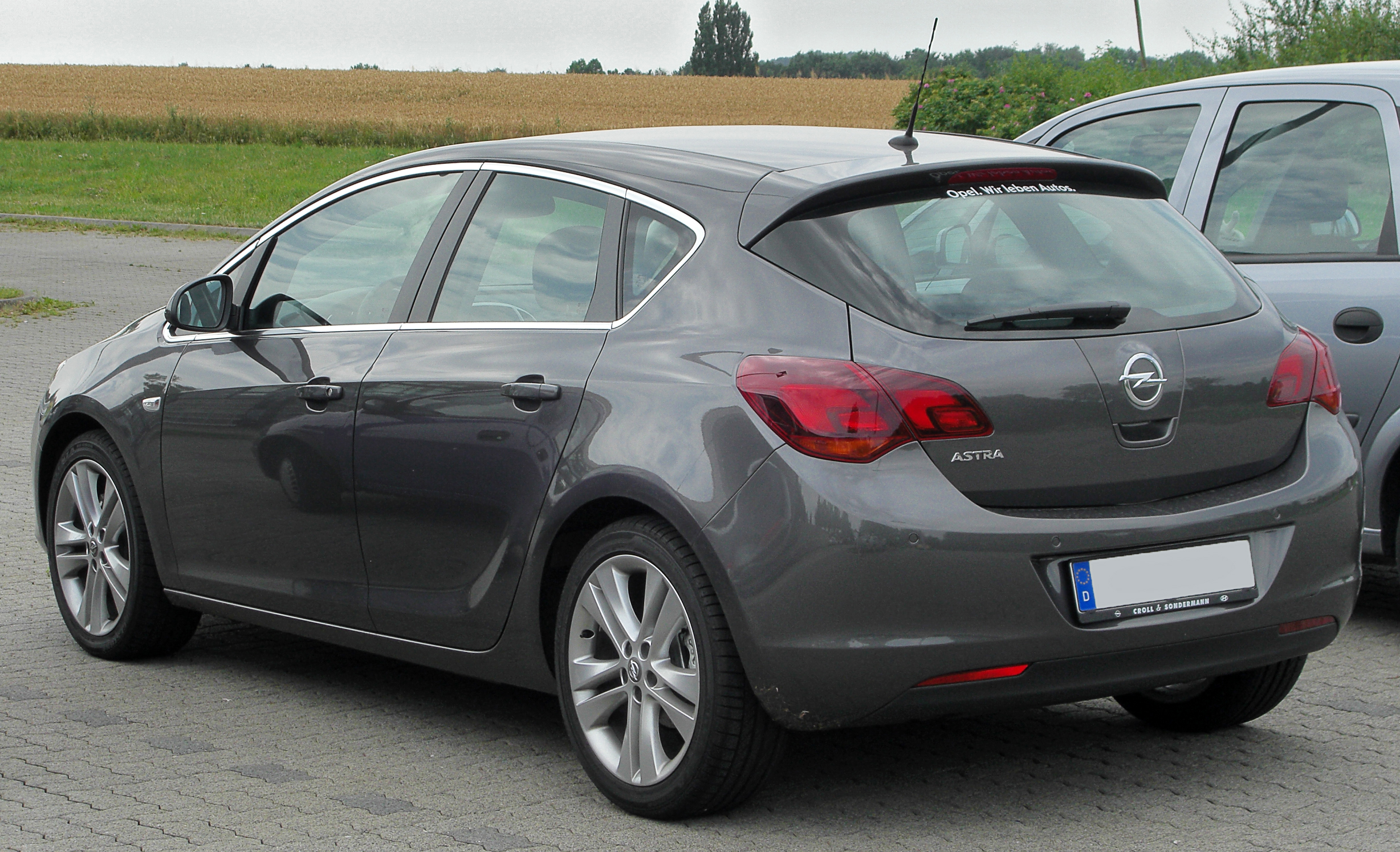
L'arrière de l'Opel Astra J.
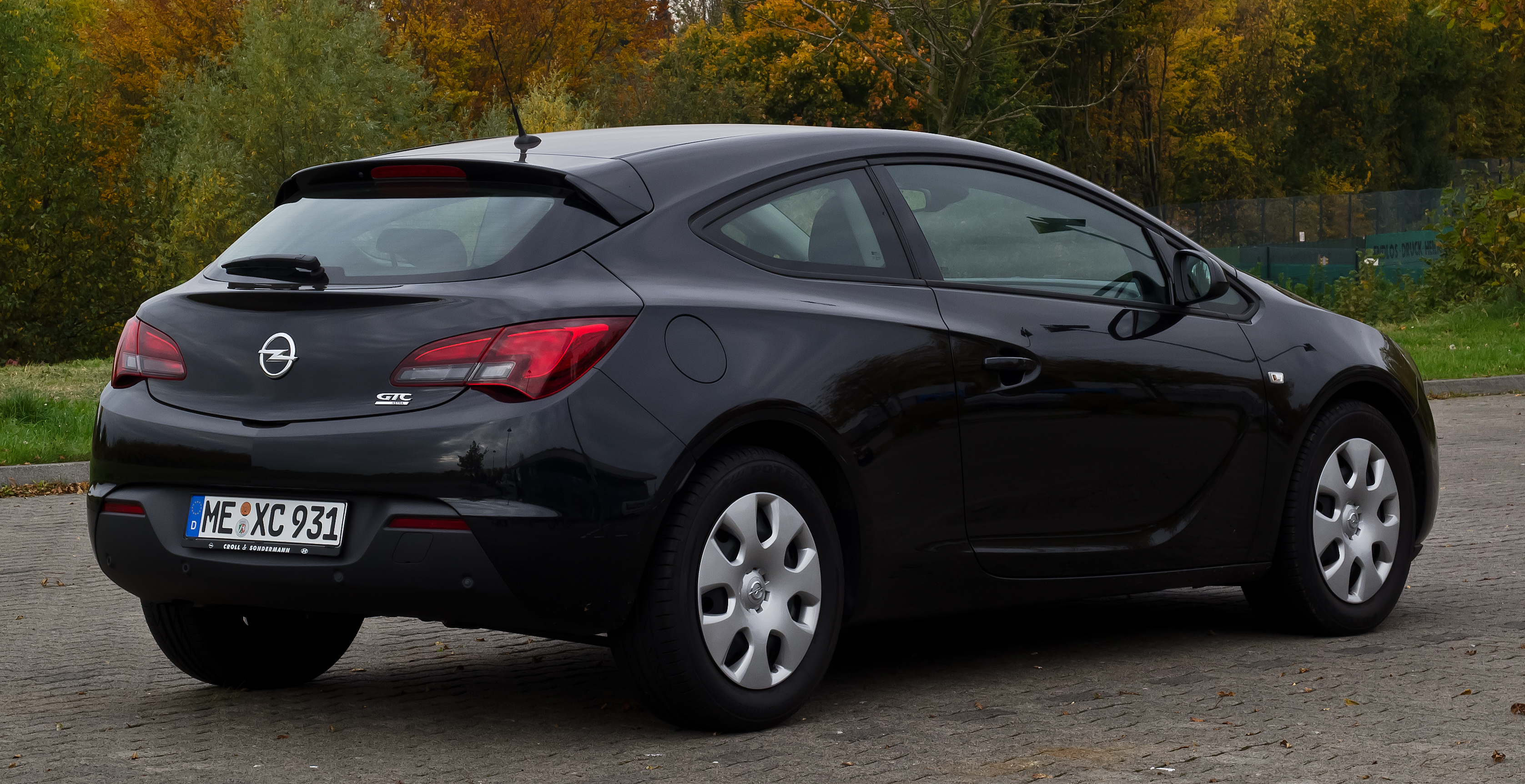
Opel Astra J GTC
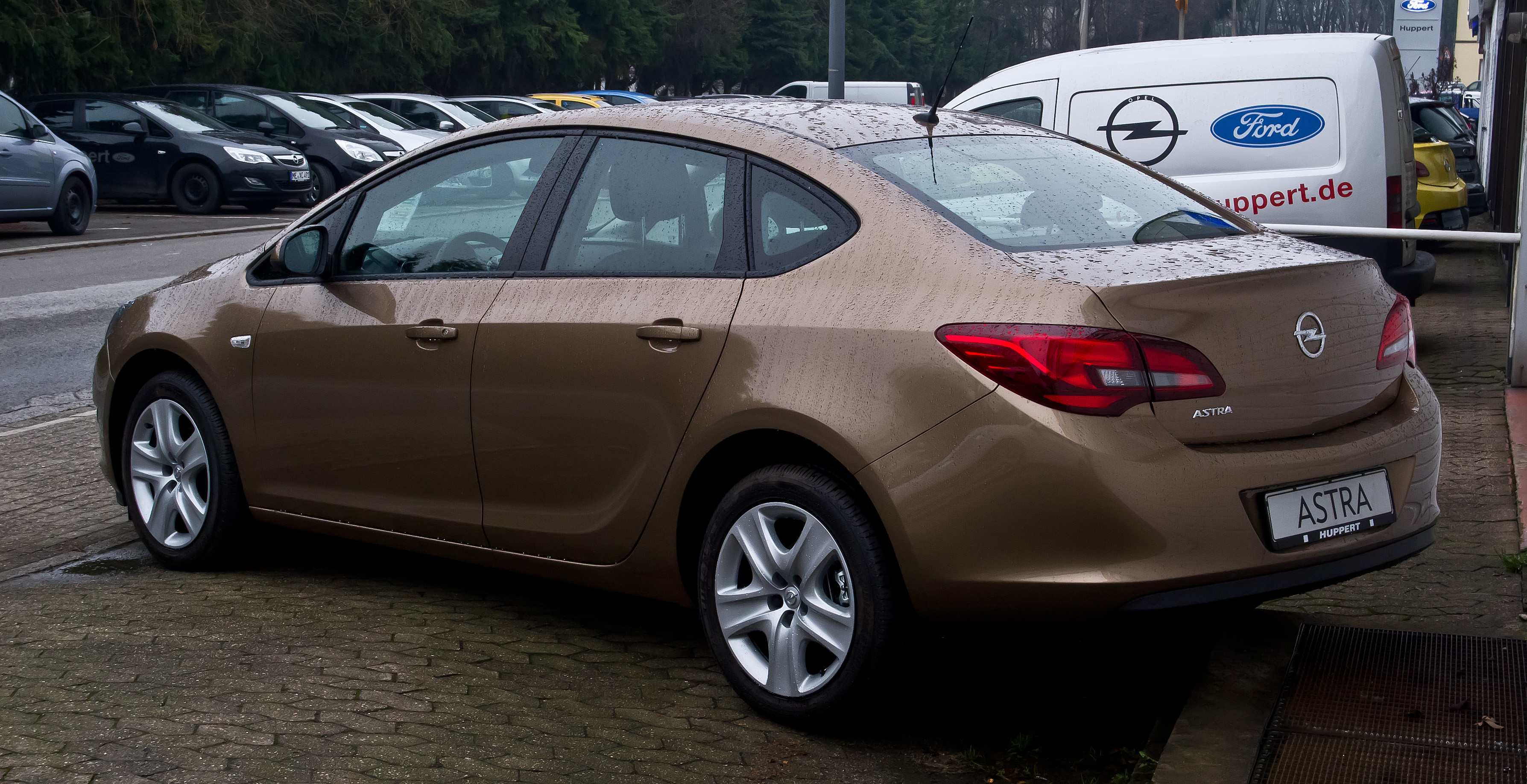
Opel Astra J tricorps (2012-)
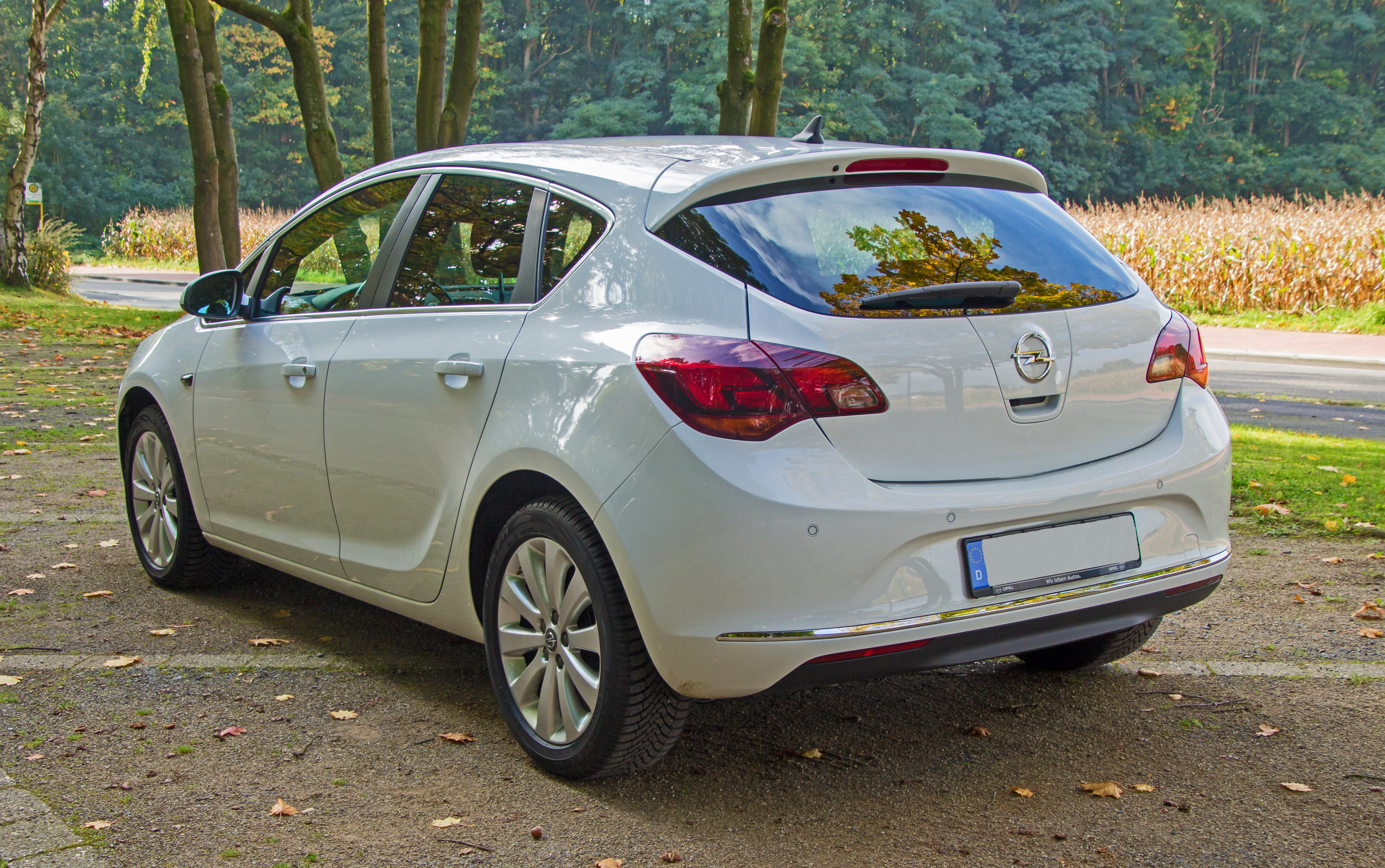
Opel Astra J 5 portes
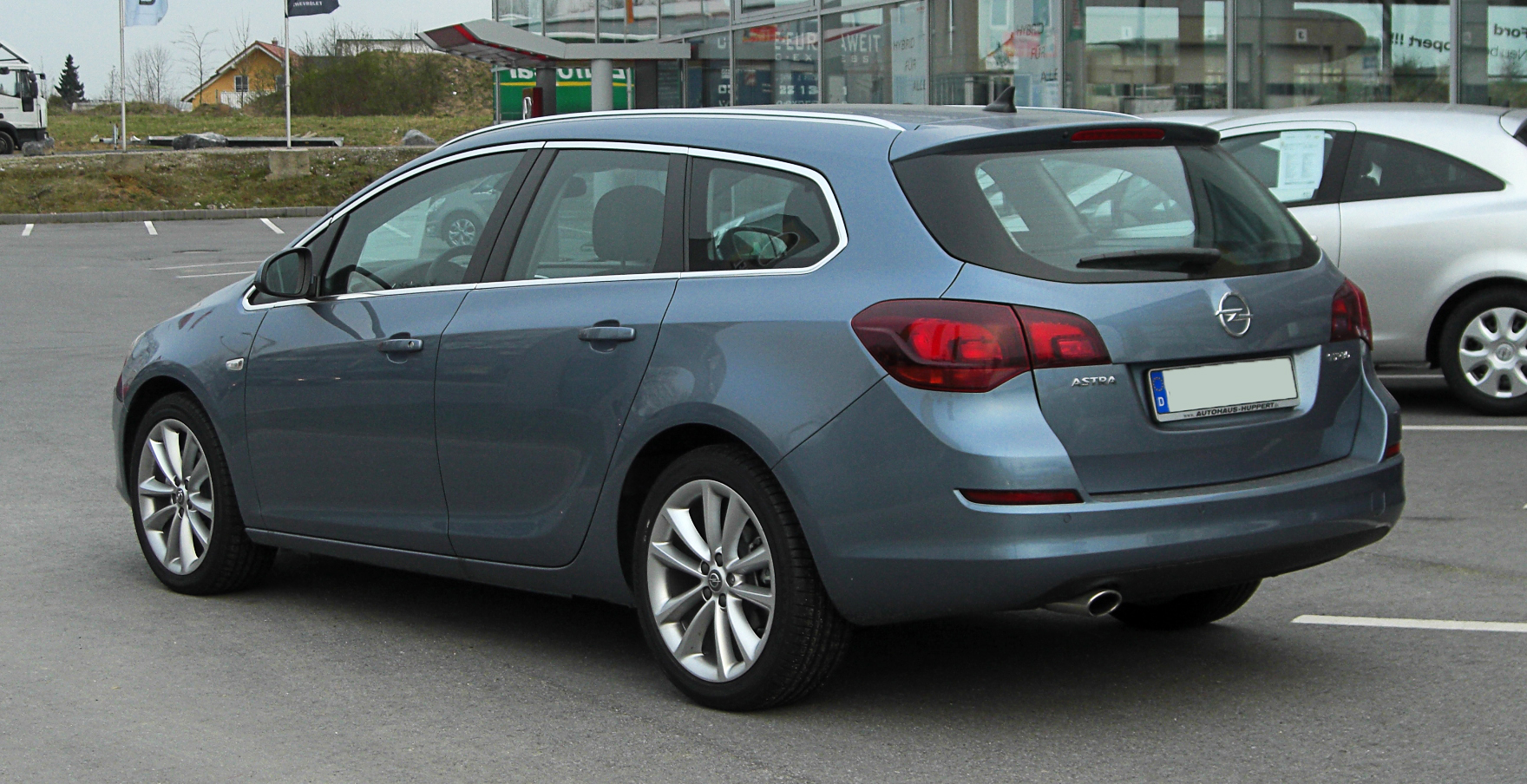
Opel Astra J Sports Tourer
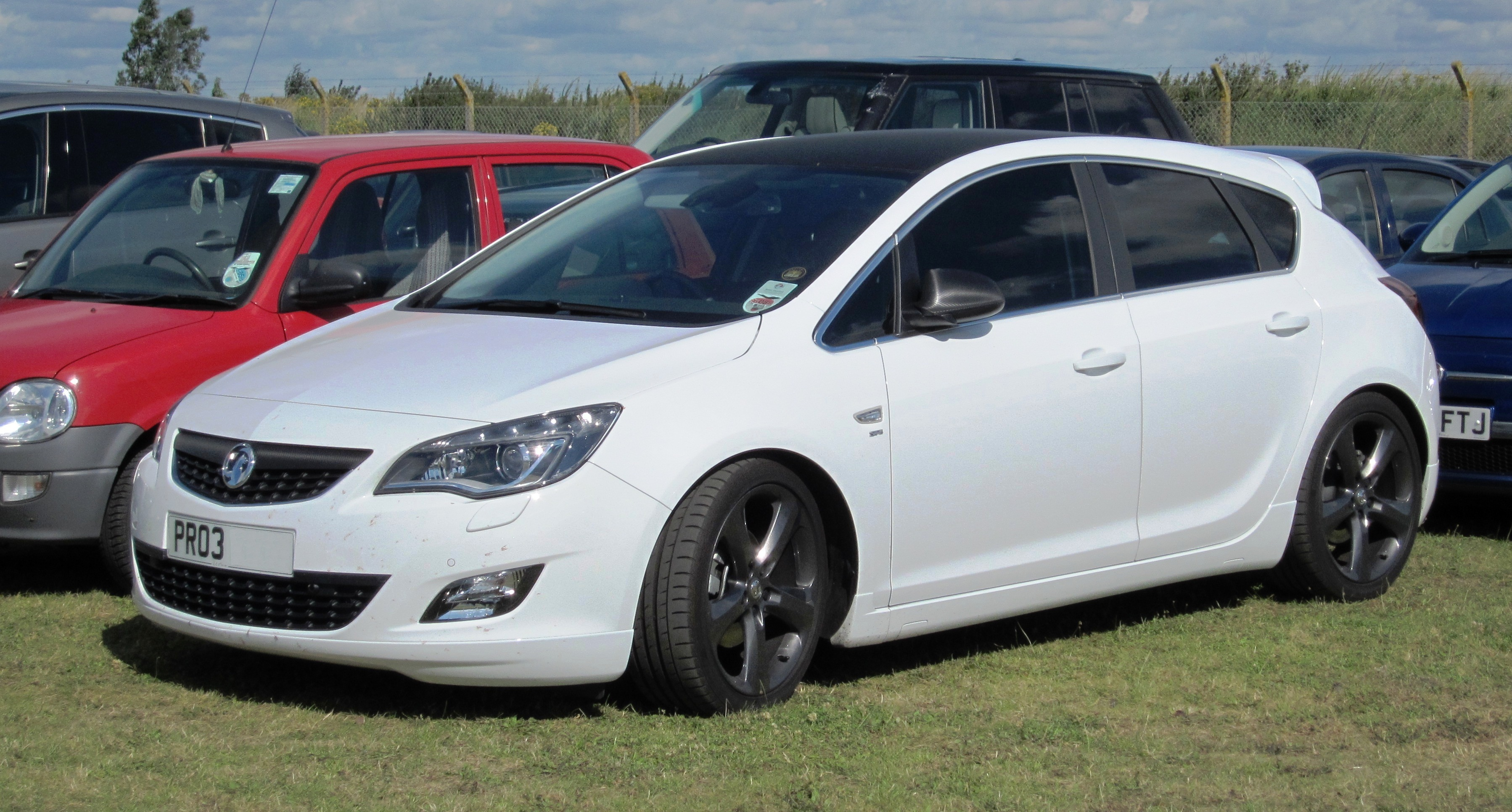
Vauxhall Astra Mk6
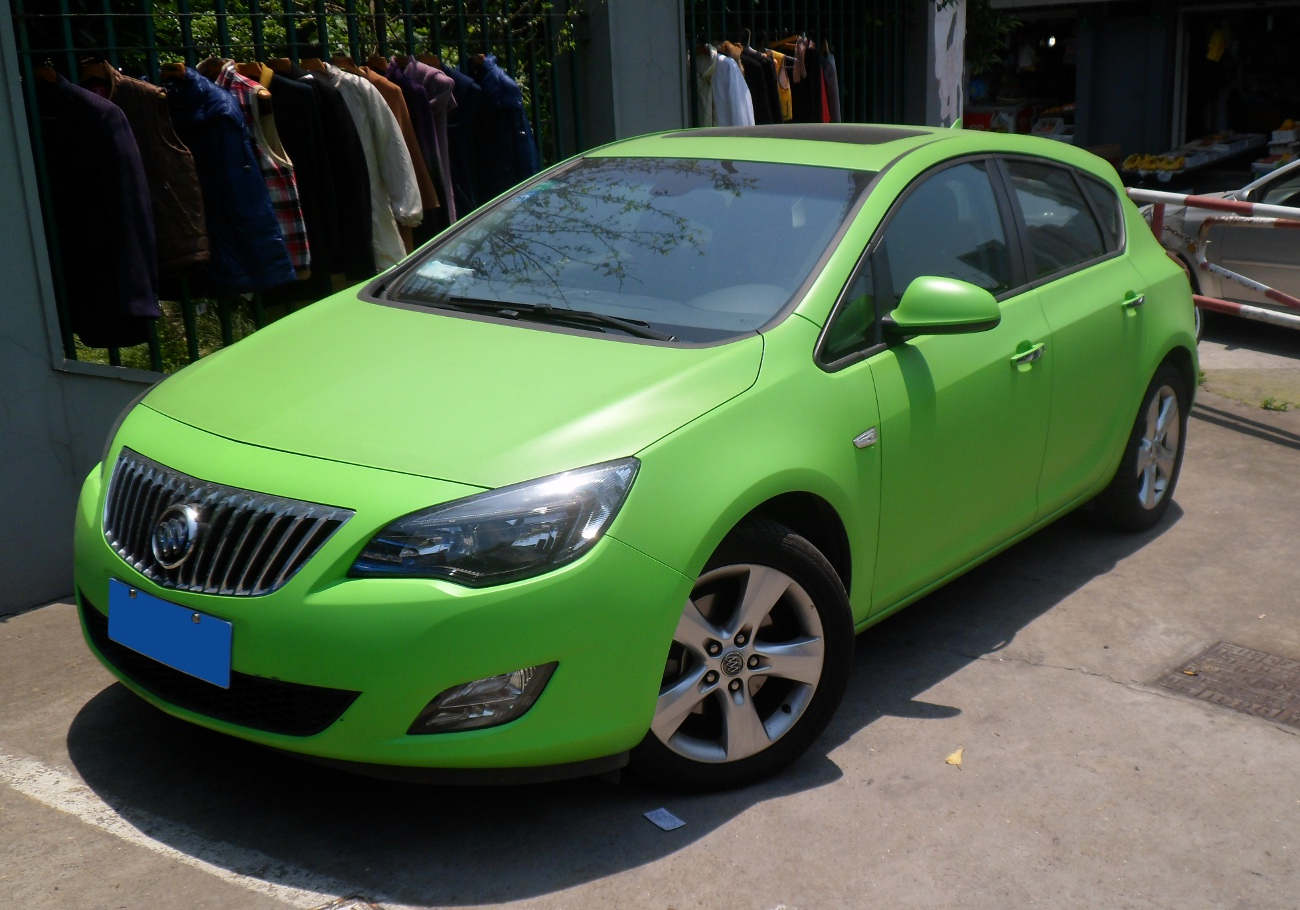
Buick Excelle XT
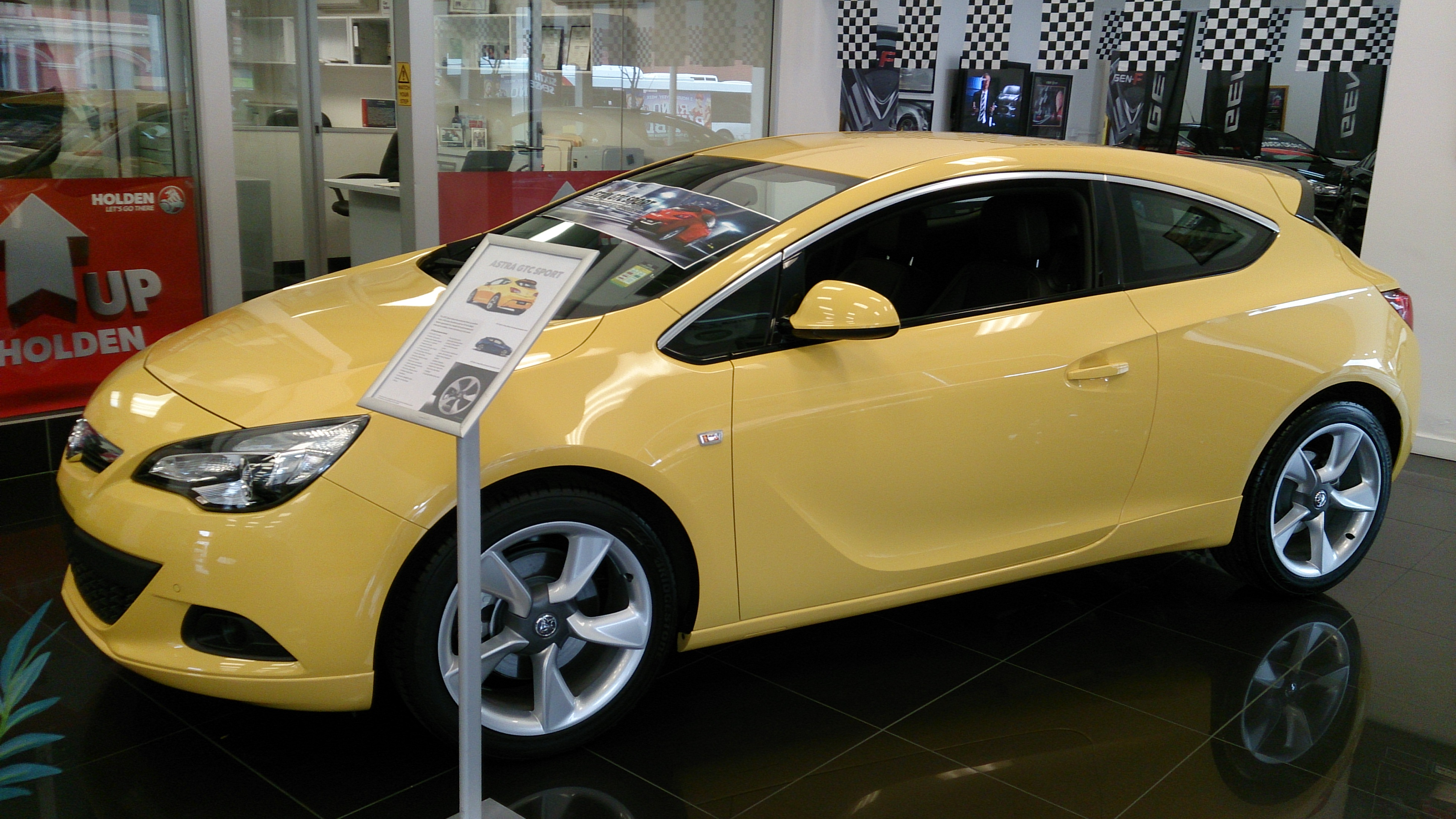
Holden Astra GTC (PJ)